# Fukushima, Ōsaka
Fukushima (福島区 Fukushima-ku) là quận thuộc thành phố Ōsaka, tỉnh Ōsaka, Nhật Bản. Tính đến ngày 1 tháng 10 năm 2020, dân số ước tính của quận là 79.328 người và mật độ dân số là 17 người/km2. Tổng diện tích của quận là 4.670 km2.